# Mario Astorri
Mario Astorri (né le 7 août 1920 à Cadeo en Émilie-Romagne et mort le 3 décembre 1989 à Copenhague au Danemark) est un joueur (attaquant) et entraîneur de football italien.

## Biographie

### Joueur

#### Début de carrière
Placentin de naissance, Astorri est tout d'abord formé par le Calcio Mestre, où sa famille était partie pour travailler. Il fait ses débuts en Serie C, débutant en 1939 sur une victoire 2-1 contre le Lanerossi Vicenza et inscrivant un but. Il joue sa première saison en tant que titulaire. Il rejoint ensuite le Calcio Schio 1905, toujours en Serie C où il inscrit 36 buts puis la SPAL Ferrara, avec qui il inscrit 20 buts en 1943, devenant même le meilleur buteur de Serie C. 
Il évolue ensuite à Venise pour le Campionato di guerra del 1944, inscrivant même neuf buts en un seul match, contre Rovigo Calcio. Il retourne ensuite à Ferrare en 1945 (devenue la SPAL). 

#### Juventus
En 1946, il rejoint la Juventus, cédé par Paolo Mazza, qui l'avait acheté à Schio pour quelques milliers de lires, pour le revendre pour la somme record pour le club de 2 millions. À Turin, il fait ses débuts le 22 septembre 1946 lors d'une victoire 3-1 à l'extérieur contre l'Atalanta. Avec les bianconeri, il joue au poste d'avant-centre avec Silvio Piola derrière lui, et inscrit 17 buts : devenant le 6e meilleur buteur de la saison.
En 1947, le nouvel entraîneur de la Juve Renato Cesarini veut le faire passer sur l'aile, et Astorri quitte donc le club.

#### Atalanta
Il rejoint ensuite l'Atalanta, entamant la première journée (le 14 septembre 1947) gagnée contre Bari 3-1. À la fin de la saison, il inscrit neuf buts. L'année suivante, il n'inscrit que quatre buts, dont un doublé lors de la victoire contre Novare par 3-1, à la vingtième journée du 9 janvier 1949.

#### Naples
En 1949, il rejoint Napoli, alors en Serie B, et contribue à la victoire en championnat et à la promotion (inscrivant huit buts). La saison suivante (1950-1951), il inscrit huit buts, dont un lors d'une défaite contre la Juventus par 3-2 (9e journée du 5 novembre 1950), et atteint la 6e place du classement de Serie A. Il va mieux lors de la saison suivante et devient titulaire à Naples.
En 1952-1953, il perd son rôle de titulaire, au profit de Hasse Jeppson, et n'inscrit qu'un but lors d'une défaite 3-2 contre Novare Calcio.

#### Dernières années
Il finit ensuite sa carrière à l'Associazione Calcio Monza Brianza 1912 en Serie B, où il inscrit 7 buts en 19 matchs, avant de terminer lors de ses deux dernières saisons dans la formation piémontaise du Cenisia, terminant sa carrière à 37 ans.

### Entraîneur
Il entreprend immédiatement une carrière d'entraîneur après la fin de celle de joueur. Après avoir pris les rênes du Falck Arcore et de Meda, en 1959, il part au Danemark, sur les conseils de son ancien entraîneur Eraldo Monzeglio. À la suite d'une publication sur un quotidien danois de Copenhague, où il passe une annonce comme entraîneur, il commence sur le banc danois avec l'Hørsholm, où il obtient une promotion en troisième division. En 1966, il prend en main le Køge BK, néo-promu en D1, et l'année suivante, l'Akademisk Boldklub remporte le championnat.
En 1968, il s'occupe brièvement de l'équipe du Danemark, avant de retourner s'occuper des clubs. Il prend alors en charge Hvidovre IF, Holbæk B&I et le Kjøbenhavns Boldklub, avec lequel il remporte le championnat danois en 1974. Son dernier club au Danemark est l'Hellerup IK, où il arrive 1978, quand le club joue en D2 danoise, à la place de Tom Søndergaard.
Il reste ensuite vivre au Danemark. Au début des années 1980, c'est lui qui conseille à son ancien coéquipier Giampiero Boniperti (alors président de la Juventus) le jeune talent Michael Laudrup.

## Palmarès

### Joueur
Juventus
- Championnat d'Italie :
  - Vice-champion : 1946-47.

### Entraineur
| Akademisk BK - Championnat du Danemark (1) : - Champion : 1967. |  | Kjøbenhavns BK - Championnat du Danemark (1) : - Champion : 1974. |